# Райка плоскоголова

Райка плоскоголова (Litoria platycephala) — вид земноводних з роду Австралійська райка родини Райкові. Інша назва «пустельна райка».

## Опис
Загальна довжина досягає 5—7 см. Відрізняється великою головою, нечіткою барабанною перетинкою, здатністю протиставляти внутрішній палець передніх ніг всім іншим, сильно розвиненими плавальними перетинками, що з'єднують пальці задніх ніг. Верхня щелепа у неї з зубами. Легені дуже сильно розвинені і доходять до заднього кінця тіла. Забарвлення спини зеленувато-оливкове. Черево має білуватий колір, на горлі присутні невеликі цяточки зеленого кольору.

## Спосіб життя
Полюбляє пустелі та напівпустелі. Звідси походить інша назва цієї райки. Трапляється у котлованах з твердим глинястим ґрунтом. Посушливий період проводить зарившись у норі на глибину близько від 30 см до 1 м. Тіло райки роздувається й стає кулеподібним від переповненої води і займає усю нору, стінки якої бувають вологими. Воду тварина запасає у великих підшкірних порожнинах й у порожнині тіла. Місцеві жителі відшукують цих жаб в пустелі і використовують їх як запаси питної води.
Ця райка живиться комахами та їх личинками, павуками, хробаками, молюсками.
Розмноження відбувається у сезон дощів. Самиця відкладає у калюжі до 500 яєць.

## Розповсюдження
Ареал представлений трьома окремими місцями: у південній Австралії (Новий Південний Уельс, Квінсленд, Вікторія), на півночі (північна територія) та у Західній Австралії.